# The Animals Christmas
The Animals Christmas, album av Art Garfunkel och Amy Grant utgivet 1986. De flesta låtarna är komponerade av Jimmy Webb, som också är producent tillsammans med Geoff Emerick och Art Garfunkel. Orkestern på albumet är London Symphony Orchestra med Carl Davis som dirigent.

## Låtlista
1. "The Annunciation" (Jimmy Webb)
2. "The Creatures of the Field" (Jimmy Webb)
3. "Just a Simple Little Tune" (Jimmy Webb)
4. "The Decree " (Jimmy Webb)
5. "Incredible Phat" (Jimmy Webb)
6. "The Friendly Beasts" (traditionell/Jimmy Webb)
7. "The Songs of the Camels" (Elizabeth Coatsworth/Jimmy Webb)
8. "Words From An Old Spanish Carol" (Ruth Sawyer/Jimmy Webb)
9. "Carol of the Birds" (Bas Quercy/Jimmy Webb)
10. "The Frog" (Jimmy Webb)
11. "Herod" (Jimmy Webb)
12. "Wild Geese" (Jimmy Webb)

### Fotnoter
1. ↑  ”The Animals Christmas” (på engelska). Discogs. 14 mars 1986. http://www.discogs.com/Art-Garfunkel-Amy-Grant-The-Animals-Christmas/master/237179. Läst 12 december 2014.